# 听松石床
31°34′54″N 120°15′56″E / 31.58171°N 120.26542°E
听松石床，也称听松石，位于中华人民共和国江苏省无锡市梁溪区惠山街道惠泉山社居委锡惠公园内，是一处天然遗址、无锡市文物保护单位。

## 特点
听松石床，长2米，阔0.87米，高0.56米，呈褐色，表面平坦，位于锡惠公园惠山寺内门东北侧。唐朝诗人李阳冰为此石用篆体写了“听松”两字。民间相传兀术被岳飞击溃，曾在该石上睡觉，听闻风声惊醒，由于用力过猛，石床边上被其抓出手掌印。民国时期，民间音乐家阿炳曾以此故事谱曲《听松》。1983年，无锡市人民政府公布其为无锡市级文物保护单位。

## 相关
- 听松
- 金莲桥
- 天下第二泉